# Гошо Петков
Гошо Йорданов Петков (роден на 22 май 1962), наричан по прякор Гопето, е български футболист, нападател. Кариерата му се свързва основно с 6-годишния престой в Локомотив (София) между 1984 г. и 1990 г. На 7-о място във вечната ранглиста на клуба по голове в А група с 56 попадения.
Играл е също в Сливен, Димитровград, гръцкия Лариса, Нефтохимик (Бургас) и Славия (София).
През юни 1999 г. е назначен за старши треньор на Локомотив (София). Води отбора до март 2000 г., когато е заменен от Павел Панов.